# Polk Township (comté de Madison, Missouri)
Pour les articles homonymes, voir Polk Township et Polk.
Polk Township est un ancien township, situé dans le comté de Madison, dans le Missouri, aux États-Unis,.
Le township est fondé en 1857 et baptisé en référence à Charles K. Polk, un pionnier.

### Source de la traduction
- (en) Cet article est partiellement ou en totalité issu de l’article de Wikipédia en anglais intitulé « Polk Township, Madison County, Missouri » (voir la liste des auteurs).